# 風の向こうへ駆け抜けろ
『風の向こうへ駆け抜けろ』（かぜのむこうへかけぬけろ）は、古内一絵による日本の小説。
「藻屑の漂流先」と揶揄される寂れた弱小厩舎で、心に傷を抱え人生をあきらめきった調教師、厩務員たちが、新人女性騎手・瑞穂と虐待により心身共にボロボロだった良血の競走馬・フィッシュアイズとともに地方競馬の誇りを胸に、中央競馬のG1レース・桜花賞に挑む物語。
2017年にNHK-FMの「青春アドベンチャー」でオーディオドラマ化された。
2021年にNHK総合テレビジョンの「土曜ドラマ」でテレビドラマが放送された。

## 登場人物
芦原瑞穂
地方競馬の新人女性騎手。
緑川光司
地方競馬・緑川厩舎の調教師。
木崎 誠
地方競馬・緑川厩舎の失声症の厩務員。

## 書誌情報
- 風の向こうへ駆け抜けろ（2014年1月7日、小学館、ISBN 978-4-09-386375-9）
- 風の向こうへ駆け抜けろ（2017年7月6日、小学館文庫、ISBN 978-4-04-111131-4）

## オーディオドラマ
NHK-FMの「青春アドベンチャー」で2017年10月2日〜6日（1 - 5回）、10月9日〜13日（6 - 10回）の22:45〜23:00にオーディオドラマ化された。全10回。

### キャスト（オーディオドラマ）
- 芦原瑞穂（新人女性騎手）- 朝倉あき[3]
- 緑川光司（緑川厩舎の調教師）- 東幹久[3]
- 大泉（鈴田競馬の広報・実況 担当） - 土屋伸之（ナイツ）[3]
- トクちゃん（飼葉担当の厩務員） - 政岡泰志[3]
- 木崎誠（失声症の厩務員） - 永嶋柊吾[3]
- カニ爺（最古参の厩務員） - 野村昇史[3]
- 児島功一[3]
- 羽場涼介[3]
- 古河耕史[3]
- 小山剛志[3]
- 澤田育子[3]
- 森田ガンツ[3]
- 有福正志[3]
- 山岸拓生[3]
- 福森加織[3]
- 建石翔太[3]
- 島崎裕気[3]
- ラヴェルヌ知輝[3]
- JRA中央競馬での実況 - 小林雅巳[3]（民放アナウンサー）

### スタッフ（オーディオドラマ）
- 原作 - 古内一絵
- 脚色 - 大河内聡
- 音楽 - 川崎良介
- 演出 - 吉田浩樹
- 技術 - 加村武、山田顕隆
- 音響効果 - 林幸夫

## テレビドラマ
NHK総合テレビジョン「土曜ドラマ」で2021年12月18日と25日に放送された。前編・後編の全2回。主演は平手友梨奈。

### あらすじ（テレビドラマ）
引退した競走馬の養老牧場を営む父の元で育った芦原瑞穂は、馬に関わる仕事を夢見て競馬学校に入学。男子生徒に負けじとがむしゃらに修業し中央競馬の騎手となるが、成績は不調で、いつしか騎乗依頼が来なくなっていた。スカウトを受けやむなく地方競馬の「鈴田競馬」に移籍し、所属先となる「緑川厩舎」入りした瑞穂は、女性であることや勝気な性格が災いし、調教師で厩舎の経営者である緑川光司や厩務員たちと到着早々不和が生じる。
集客の目玉と期待する鈴田競馬の厚意で、瑞穂は悪趣味なデザインながらも勝負服を支給され自信満々でレースに騎乗するが成績は散々。肩を落とし厩舎に戻った瑞穂は、偶然見つけたDVDで緑川が過去有能なG1騎手だったと知る。しかし緑川は八百長スキャンダルで引退後、自暴自棄となっていた。
次のレースは厩務員・木崎誠が馬の足の不調を察して欠場させたため、馬主の沢田奈保美は激怒。彼女に同行していた鈴田競馬の実力者・月柴久明は「勉強会」と称して後日瑞穂を自社の事務所に誘い襲おうとする。瑞穂は彼を投げ飛ばし啖呵を切り逃げ難を逃れるが、ショックで緑川に連絡する。緑川に慰められた瑞穂は、彼が初めてG1で勝った際に騎乗した馬と幼少期に交流があったことを打ち明け、互いに打ち解けていく。
その直後、突然月柴が厩舎を訪れ飼育委託していた馬全てを引き上げる。残ったのは戦力外の馬1頭のみとなり一時は厩務員の間で喧嘩が生じるが、月柴と瑞穂のトラブルを聞いた厩務員らは彼女を見直す。また緑川もこれまでの態度を反省し、やる気を取り戻す。誠の見立てで、心に傷を持つ、魚目が特徴の2歳の牝馬・フィッシュアイズを新たに迎え、中央競馬のGI・桜花賞出走を目標に掲げ、そのトライアルレースであるフィリーズレビューの勝利に向けて緑川厩舎は一丸となる。

### キャスト（テレビドラマ）
主要人物
芦原瑞穂
演 - 平手友梨奈
元中央、現在地方競馬・鈴田競馬所属の3年目の女性騎手。
緑川光司
演 - 中村蒼
地方競馬・鈴田競馬所属、緑川厩舎の調教師。
木崎誠
演 - 板垣李光人
失声症の緑川厩舎の厩務員。
大泉幸正
演 - 石井正則
池田満
演 - 降谷建志
佐々本貴士
演 - 奥野壮
徳永隆明
演 - 高橋侃
沢田奈保美
演 - 剛力彩芽
月柴久明
演 - 池内博之
藤村調教師会長
演 - 山口祥行
手塚副会長
演 - 武田幸三
稲葉昭之
演 - 玉置玲央
心療内科医師
演 - 白石朋也
池田晴香
演 - 三根梓
池田未来
演 - 湯本柚子
谷賢三
演 - 丸一太
大久保左知
演 - 甲斐まりか
槙山望
演 - 中村加弥乃
市の広報課職員
瑞穂（幼少）
演 - 新津ちせ
誠（少年）
演 - 齋藤絢永
中央競馬実況
演 - 中野雷太
地方競馬実況
演 - 古川浩
武豊
演 - 武豊
本人役
芦原一樹
演 - 玉山鉄二
山田源治
演 - 小沢仁志
蟹江茂貞
演 - 大地康雄
山名隆一郎
演 - 奥田瑛二
緑川辰夫
演 - 小山田織音（ノンクレジット）
光司の亡き父。緑川厩舎の先代の調教師。

### スタッフ（テレビドラマ）
- 原作 - 古内一絵
- 脚本 - 大森寿美男
- 音楽 - 中島ノブユキ
- 制作統括 - 内藤愼介（NHKエンタープライズ）、岡本幸江（NHK）
- 演出 - 西谷真一

### 放送日程
| 放送回 | 放送日   |
| ------ | -------- |
| 前編   | 12月18日 |
| 後編   | 12月25日 |

| NHK総合テレビジョン 土曜ドラマ          | NHK総合テレビジョン 土曜ドラマ                   | NHK総合テレビジョン 土曜ドラマ                    |
| 前番組                                  | 番組名                                           | 次番組                                            |
| --------------------------------------- | ------------------------------------------------ | ------------------------------------------------- |
| 正義の天秤 （2021年9月25日 - 10月23日） | 風の向こうへ駆け抜けろ （2021年12月18日 - 25日） | わげもん 〜長崎通訳異聞〜 （2022年1月8日 - 29日） |